# Lithocarpus tenuilimbus
Lithocarpus tenuilimbus H.T.Chang – gatunek roślin z rodziny bukowatych (Fagaceae Dumort.). Występuje naturalnie w północno-wschodnim Wietnamie oraz południowych Chinach (w prowincjach Guangdong i południowo-wschodnim Junnanie, a także w południowej części regionu autonomicznego Kuangsi). 

## Morfologia
PokrójZimozielone drzewo dorastające do 25 m wysokości.
LiścieBlaszka liściowa ma kształt od podługowatego do eliptycznie lancetowatego. Mierzy 12–20 cm długości oraz 4–7 cm szerokości, jest całobrzega, ma klinową nasadę i ostry wierzchołek. Ogonek liściowy jest nagi i ma 10–20 mm długości.
OwoceOrzechy o niemal kulistym kształcie, dorastają do 15–22 mm średnicy. Osadzone są pojedynczo w miseczkach mierzących 20–30 mm długości i 20–28 mm średnicy. Orzechy otulone są w miseczkach do 70–90% ich długości.

## Biologia i ekologia
Rośnie w wiecznie zielonych lasach. Występuje na wysokości od 700 do 1200 m n.p.m. Kwitnie od maja do czerwca, natomiast owoce dojrzewają od września do października.